# Ceal Floyer
Ceal Floyer, artista británica nacida en Pakistán, pone en sintonía tanto conceptos del minimalismo y el arte conceptual con el concepto de ready-made de Marcel Duchamp. Su trabajo revela la reducción del sinsentido del arte a simple chiste, a través del juego con la estética del absurdo y la búsqueda de los límites del arte y la representación. Una de las grandes aportaciones de esta artista es el uso del ready-made como algo más que una simple fórmula estética que contiene un mimetismo sin sentido. Su trabajo se encuentra en colecciones de museos tan importantes como la Tate Modern de Londres y el MoMA de Nueva York.

## Biografía
Cecile Anne Floyer (Ceal Floyer) nació el 18 de abril de 1968 en Karachi, Pakistán, hija de madre austriaca y padre canadiense. A los 23 años se trasladó a Londres para estudiar arte en el Goldsmiths, University of London. Durante este periodo empezó a participar en diferentes exposiciones colectivas en Londres: Hit & Run (Tufton Street, Londres, 1992), Infanta of Castile (Goldhawk Road, Londres, 1993) y Fast Surface (Chisenhale Gallery, Londres, 1993).
En 1994 se licenció y en 1995 realizó su primera exposición individual, Picture Gallery, en el Science Museum de Londres. Tras exponer por primera vez fuera de Londres en 1996, ha llevado su obra a lugares como el MADRE, Museo de Arte Contemporáneo Donna Regina de Nápoles, el Palais de Tokyo de París, el MOCA, Museo de Arte Contemporáneo de Miami Norte, el Centro de Arte Contemporáneo de Tel Aviv, etc.
Actualmente, Ceal Floyer reside y trabaja en Berlín.

## Obra
El Arte es sólo una manifestación, un 'Caballo de Troya', para las ideas.

(Ceal Floyer) 
La claridad de pensamiento y la elegante presentación de las ideas es algo latente en toda la práctica artística de Ceal Floyer. La ambigua simplicidad de su trabajo que se debe al particular sentido del humor y del absurdo y la capacidad de cambiar los puntos de vista fuerza al espectador a renegociar su percepción del mundo. Floyer usa continuamente objetos ready-made para explorar la tensión dialéctica entre lo literal y lo mundano.
En su trabajo Ceal Floyer trata de invertir la relación entre la obra y el espectador, o la obra y su contexto. Cambia radicalmente el punto de vista, se convierte en una manera de hablar de lo obvio con un tono distinto siendo muy importante para ella llegar al espectador de una manera familiar mediante la metodología y la tecnología apropiadas, defiendo una estética del absurdo y una búsqueda de los límites del arte y la representación.
El arte de Ceal Floyer refleja una claridad de pensamiento dentro de una presentación elegante y concisa. Existe una mirada activa y comprometida en las amalgamas minimalista-conceptuales de la artista. Floyer cree que su trabajo es auto-reflexivo: no necesariamente sobre algo de fuera de la obra en sí, sino enfocada en el contexto y las condiciones de su producción y su exhibición.

### Obras relevantes
En sus primeras obras, Ceal Floyer lleva la estética del ready-made a su "conclusión lógica". Es el caso de obras como: Garbage Bag (Bolsa de basura), 1996; Monochrome Till Receipt (White) (Recibo de caja. Blanco), 1999 y Bucket (Cubo), 1999. Sin embargo, también posee un amplio repertorio en el que se produce una expansión del ready-made. Tal sería el caso de trabajos como Nail Biting Performance (Performance de comerse las uñas), 2001; Overgrowth, Cropped (Crecimiento excesivo, Recortado), 2004; Apollinaris, 2005; Mind the step (Cuidado con el escalón), 2007; Things (Cosas), 2009.
- Door, estrenada en la exposición Just Do It de la Cubitt Gallery, presenta un proyector apuntado a una puerta en una sala poco iluminada.  En la parte inferior de la puerta, se ve una rendija de luz brillante que, a primera vista, parece venir de detrás de la puerta y cuyo origen es, sin embargo, el proyector.[8]

- Garbage Bag es una bolsa negra de basura llena de aire y colocada en la sala de exposición, aparentando no ser un objeto artístico. "El gesto artístico se materializa cuando alguien la levanta y es ligera como una pluma."[9]

- Monochrome Till Receipt (White) es un ticket de supermercado colgado de la pared de la galería. La artista describe esta obra como una especie de bodegón moderno en el que el espectador tiene que imaginarse los objetos. Una de las condiciones que exige la artista a la hora de exponer esta obra, es que en cada exposición el ticket de compra deberá ser nuevo.[10] El ticket sirve como referencia a la performance en la que la artista adquirió exclusivamente productos de color blanco. La acción puede describirse como una “expedición” minimalista conceptual, mientras que el ticket funciona como un readymade. En consecuencia, Monochrome Till Receipt no es simplemente una repetición del readymade, sino el testimonio de la performance, de la cual el ticket es un documento. Lo que resulta significativo del trabajo de Floyer es el modo en que revela que el readymade no es una simple fórmula estética que contiene un mimetismo sin sentido.

- Bucket consiste en un cubo de fregona situado en el centro de una sala, con un reproductor de CD en su interior. Este reproductor emite el sonido de una gota de agua colpeando continuamente el cubo, creando la ilusión de que hay una gotera en el techo de la galería.[11][12]

- En Nail Biting Performance, los espectadores han contemplado el acto de morderse las uñas contra el micrófono dentro de un contexto musical que contiene intensas resonancias del trabajo de John Cage, que persiguió la deconstrucción en ámbito musical. Uno de los trabajos más radicales de cage es su famoso 4’33’’ (1952) que consistía en cuatro minutos 33 segundos de silencio, que dirige la atención del espectador hacia el sonido ambiente en el contexto institucional en el que se enmarca la actuación musical.

- Apollinaris es una proyección en un espacio oscuro de un video que muestra a primera vista un montón de pequeñas luces blancas que se desvanecen a modo de estrellas fugaces. En realidad son las burbujas que salen de un baso de agua mineral, de cuya marca recibe el nombre la pieza.[12]

- En Overgrowth (Cropped) Ceal Floyer fotografió un bonsái desde abajo y proyecta una diapositiva aumentando la imagen al tamaño de un árbol, como queriendo situar al espectador por debajo o al bonsái por encima o ambas cosas. De esta manera la artista deshace el acto cruel que supone transformar un árbol para que permanezca enano, restituyéndole el tamaño.[13]

- Things, es una instalación sonora que consiste en 50 peanas dispuestas de forma ordenada en el espacio de una sala. Cada peana aloja en su interior un altavoz en el que suena a intervalos irregulares, la palabra “thing”(cosa) recortada de 50 canciones pop distintas. En este trabajo Ceal Floyer intenta buscar la desmaterialización de la obra de arte colocando virtualmente sobre la peana la palabra “cosa”.[14]

### Influencias
La compleja estructura de “la nada” del trabajo de Floyer recuerda a dos destacados iconos de la modernidad: Fountain (La Fuente) de Marcel Duchamp, 1917 y el Cuadrado Negro de Malevich, 1913. Ambos trabajos son afirmaciones radicales que combinan la idea del absurdo estético y existencial con la expansión de los horizontes creativos.
La época moderna comenzó con el surgimiento de la ciencia y el surgimiento de la filosofía empírica, Locke, Hume, Berkeley, que sentó las bases de psicología moderna. Sólo es posible entender el surgimiento del arte moderno/posmoderno desde la revolución epistemológica que acompaña la evolución de una sociedad burguesa, liberal, laica y democrática.
Es importante resaltar que Floyer realiza trabajos que se centran en la percepción: proyectando por ejemplo una diapositiva de un interruptor en una pared (Light Switch, 1992). Duchamp también jugó con la percepción particularmente en su obra Roto-Relief donde la forma pintada sobre un disco plano produce una fuerte ilusión de tridimensionalidad cuando gira. Evidentemente Floyer no intenta esconder la naturaleza ilusoria de sus trabajos.  El proyector es visible y la ilusión óptica es obvia.
Otra de las influencias más directas en el trabajo de la artista es Lawrence Weiner (Nueva York, 1942), artista conceptual que trabaja con el lenguaje.

## Exposiciones relevantes
- Ceal Floyer DHC Art Foundation, Montreal, Canadá; 16 de febrero – 16 de mayo de 2011.
- Ceal Floyer - Works on Paper Centre of Contemporary Art, Tel Aviv, Israel; 3 de febrero – 31 de marzo de 2011.
- Ceal Floyer Museum of Contemporary Art North Miami (MOCA), Miami, Florida, EE. UU.; 11 de marzo – 9 de mayo de 2010.
- Gakona Palais de Tokio, París, Francia; 2 de febrero – 3 de mayo de 2009.
- Ceal Floyer - Show KW Institute for Contemporary Art, Berlín, Alemania; 23 de agosto  – 8 de noviembre de 2009.
- Ceal Floyer MADRE, Museo d'Arte Contemporanea Donna Regina, Nápoles, Italia; 2008.
- Ceal Floyer Ikon Gallery, Birmingham (cat.), Reino Unido, 2001.

## Ceal Floyer en España
Ceal Floyer ha participado en diferentes exposiciones colectivas en España. Las dos más recientes fueron en el MARCO de Vigo y el Centro de Arte Santa Mónica de Barcelona.
El medio es el museo (2008, MARCO, Vigo) presentaba las obras de 20 artistas que trataban de reflexionar sobre el museo como “soporte y referente” de la obra de arte. La aportación de Floyer a esta exposición fue la obra 6m 96cm, que consistía en una cuerda de estas medidas extendida sobre la pared del museo.
En el año 2007, Ceal Floyer expuso dos obras en el Centro de Arte San Mónica de Barcelona: Overgrowth (Cropped) y Mind the step. La primera, consistía en la proyección a gran escala de la fotografía de un bonsái; la segunda en la colocación en cada uno de los escalones del Centro de un cartelito rezando “Mind the step” (“Cuidado con el escalón”).

Algunas de las obras de Ceal Floyer ha estado visibles en Barcelona en otras dos ocasiones (Richard Wentworth & Ceal Floyer, Galerie Carlos Poy, 1998; In the Meantime, Galería Estrany-de la Moto, 1998), así como en Sevilla (Richard Wentworth and Ceal Floyer, Galería Rafael Ortiz, 1999).
La colección Inelcom Arte Contemporáneo de Madrid, tiene 3 obras de Ceal Floyer: "H2O, Diptic", "Overhead Projection" y "Day for night"

## Premios
- 2009 Premio Nam June Paik Art Center.
- 2007 Premio Arte Joven Nationalgalerie.
- 2006 Beca ‘Kunst & Nutzen’, Bremerhaven, noviembre de 2005 – diciembre de 2006.
- 2002 Premio Paul Hamlyn.
- 1997 Beca Philip, Künstlerhaus Bethanien, Berlín.

## Monografías
- Ceal Floyer, X-rummet, Statens Museum for Kunst, Copenhague, 2002.
- Ceal Floyer, Ikon Gallery, Birmingham, 2001.
- Ceal Floyer, Kunsthalle Bern, Berna, 1999.
- Ceal Floyer, Künstlerhaus Bethanien, Berlín, 1997.